# جيف كولينز
جيف كولينز (بالإنجليزية: Jeff Collins)‏ هو محام بالقضاء العالي وكاتب عدل ‏ وسياسي أسترالي، ولد في 27 أكتوبر 1961. حزبياً، نشط في حزب العمال الأسترالي (فرع الأقاليم الشمالية) ‏ (2016 – 8 فبراير 2019). وقد انتخب عضو الجمعية التشريعية للإقليم الشمالي ‏ عن دائرة Electoral division of Fong Lim ‏ (27 أغسطس 2016 – ).